# 渡辺武夫
渡辺 武夫（わたなべ たけお、1916年7月2日 - 2003年9月11日）は、埼玉県出身の洋画家。日本芸術院会員。浦和画家の一人。瑞宝章受章者。

## 人物
出生地は東京都墨田区、出身地は埼玉県浦和町（のち浦和市）（現・さいたま市）。埼玉県師範学校附属小学校から旧制浦和中学校（現・県立浦和高校）に進み、2年生の頃画家になる決意を固めた。東京美術学校に入学し、2年生では南薫造教室に入り級長を務めた。またこの頃から寺内萬治郎に師事した。
25歳で光風会賞と新文展で特選を受賞し、若くして確固たる地位を築きあげた。寺内の影響から人物画に傑出した才能を見せたが、師と同じことを続けることへの抵抗から昭和30年以降ほとんどが風景画の制作となった。
寺内萬治郎の門下生が集まる武蔵野会、与野会に参加した。日展理事や埼玉県美術家協会会長を務め、1999年には浦和市名誉市民となった。

## 経歴
- 1916年（大正5年）7月2日 - 出生。
- 1941年（昭和16年） - 第四回新文展に「老図書館長Tさんの像」を出品し、特選[2]。
- 1955年（昭和30年） - 渡欧。パリに着き、しばらくグラン・ショミエールに学ぶ。人物画から風景画への移行の契機となる。
- 1973年（昭和48年） - 「カーニュ好日」が日展で内閣総理大臣賞。
- 1985年（昭和60年） - 日展理事。日展に出品し「シャンパァニュの丘」で日本芸術院賞受賞[3]。また、浦和市文化栄誉賞を受賞。
- 1987年（昭和62年） - 勲四等旭日小綬章を受章。
- 1988年（昭和63年） - 日本芸術院会員。
- 1990年（平成2年） - 埼玉県美術家協会会長。
- 1998年（平成10年） - 勲三等瑞宝章受章。
- 1999年（平成11年） - 浦和市名誉市民。光風会名誉会長。
- 2003年（平成15年） - 死去。

## 作品
- 「老図書館長Tさんの像」（埼玉県立近代美術館蔵）